# چالپان (شهرستان آق‌سو)
چالپان (به لاتین: Cholpon) یک منطقهٔ مسکونی در قرقیزستان است که در شهرستان آق‌سو، قرقیزستان واقع شده‌است. چالپان ۱٬۴۰۵ نفر جمعیت دارد و ۱٬۶۸۲ متر بالاتر از سطح دریا واقع شده‌است.